# Mujamat Sozayev
Mujamat Sozayev –en ruso, Мухамат Созаев– (13 de enero de 1982) es un deportista ruso que compitió en halterofilia. Ganó una medalla de plata en el Campeonato Mundial de Halterofilia de 2005 y una medalla de bronce en el Campeonato Europeo de Halterofilia de 2008, ambas en la categoría de 94 kg.

## Palmarés internacional
| Campeonato Mundial | Campeonato Mundial          | Campeonato Mundial | Campeonato Mundial |
| Año                | Lugar                       | Medalla            | Categoría          |
| ------------------ | --------------------------- | ------------------ | ------------------ |
| 2005               | Doha (Catar)                | Medalla de plata   | 94 kg              |
| Campeonato Europeo |                             |                    |                    |
| Año                | Lugar                       | Medalla            | Categoría          |
| 2008               | Lignano Sabbiadoro (Italia) | Medalla de bronce  | 94 kg              |